# Neoscona kisangani
Neoscona kisangani är en spindelart som beskrevs av Manfred Grasshoff 1986. Neoscona kisangani ingår i släktet Neoscona och familjen hjulspindlar.
Artens utbredningsområde är Kongo. Inga underarter finns listade i Catalogue of Life.